# Hussein M'Barki
Pour les articles homonymes, voir Mbarki.
Pas d'image ? Cliquez ici

a Compétitions nationales et continentales officielles uniquement.

b Matchs officiels uniquement.
Hussein M'Barki, né le 29 décembre à Fès (Maroc), est un joueur marocain de rugby à XIII et rugby à XV évoluant au poste d'arrière, d'ailier ou de centre dans les années 1980 et 1990.

## Biographie
Il fait ses débuts en rugby à XV à Narbonne puis à Cahors, ville avec laquelle il conserve des liens, puisqu'en 1999, il fait partie de la délégation marocaine reçue par la municipalité à l'occasion d'un colloque sur le royaume chérifien.
Hussein M'Barki change de « code » de rugby en rejoignant le rugby à XIII et se rend en Angleterre en septembre 1981. Il fait une carrière de premier plan dans le Championnat d'Angleterre de rugby à XIII sous les couleurs de clubs prestigieux Fulham, Warrington, Oldham et Hull FC. 
Il consacre ensuite sa retraite sportive au lancement du rugby à XIII dans son pays d'origine , et participe activement à la vie des institutions treizistes, telles que la Fédération européenne de rugby à XIII.
Il est intégré dans le temple de la renommée des London Broncos (ex-Fulham).

## Rôle dans l'implantation du rugby à XIII au Maroc
Hussein M'Barki est à l'origine de la création de l'équipe nationale mais aussi de  l'introduction du sport au Maroc. Après une carrière de quinziste en France, il « passe à XIII  » et entame une carrière de treiziste en Angleterre, où il joue dans des clubs anglais tels qu'Oldham, Warrington et Hull avec sa meilleure saison à Fulham en 1981.
Cette carrière de treiziste lui permet d'acquérir une notoriété certaine au Royaume-Uni.
À la fin de sa carrière, il devient Chargé de développement (Development officer) pour la Fédération anglaise de rugby à XIII; il met alors en place des tournées de sélections britanniques  au Maroc, avec la réception d'une équipe estudiantine britannique et de l'équipe de la BARLA au mois de mars 1994. 
Un an plus tard, un championnat national est mis en place: il comporte six équipes basées dans quatre villes (Rabat, Casablanca, Marrakech et Safi).
Il se heurte à de grosses difficultés, notamment l’opposition des « autorités quinzistes »  du Maroc  ; ainsi en 1998, la situation est telle que, faute de financement, Hussein M'Barki est obligé de financer le développement du sport dans son pays, sur ses deniers propres et l'aide de quelques sponsors.